# Dastilbe
Dastilbe es un género extinto de pez óseo del Cretácico inferior, perteneciente al orden de los Gonorynchiformes.

## Descripción
Dastilbe alcanzaba una longitud de entre 25 y 60 milímetros, hasta un máximo de 150 milímetros. Respecto a sus cualidades físicas y comportamiento, los paleontólogos han determinado que seguramente era un pez migratorio, resistente a condiciones de hipersalinidad y sujeto a altos índices de mortalidad.
Los individuos más grandes de este género de peces depredadores se alimentaban de otros peces de menor tamaño, y probablemente también de miembros de su propia especie; se piensa que pudo ser un depredador de hábitos alimentarios en parte caníbales.

## Distribución
Dastilbe era un pez gonorynchiforme primitivo muy extendido por Gondwanaland. Concretamente, se han encontrado fósiles de este pez datados en la Edad Aptiense del Cretácico inferior del noroeste de Brasil, así como del Cretácico inferior de África.